# Taekwondo na Letních olympijských hrách 2012
Taekwondo na Letních olympijských hrách 2012 v Londýně.

## Medailisté

### Muži
| Kategorie | Zlato                                  | Stříbro                          | Bronz                                            | Bronz                               |
| --------- | -------------------------------------- | -------------------------------- | ------------------------------------------------ | ----------------------------------- |
| 58 kg     | Joel González · Španělsko (ESP)        | I Te-hun · Jižní Korea (KOR)     | Alexej Denisenko · Rusko (RUS)                   | Óscar Muñoz · Kolumbie (COL)        |
| 68 kg     | Servet Tazegül · Turecko (TUR)         | Mohammad Bagheri · Írán (IRI)    | Terrence Jennings · Spojené státy americké (USA) | Rohullah Nikpai · Afghánistán (AFG) |
| 80 kg     | Sebastián Crismanich · Argentina (ARG) | Nicolás García · Španělsko (ESP) | Lutalo Muhammad · Velká Británie (GBR)           | Mauro Sarmiento · Itálie (ITA)      |
| nad 80 kg | Carlo Molfetta · Itálie (ITA)          | Anthony Obame · Gabon (GAB)      | Robelis Despaigne · Kuba (CUB)                   | Liou Siao-po · Čína (CHN)           |

### Ženy
| Kategorie | Zlato                                | Stříbro                              | Bronz                                          | Bronz                               |
| --------- | ------------------------------------ | ------------------------------------ | ---------------------------------------------- | ----------------------------------- |
| 49 kg     | Wu Ťing-jü · Čína (CHN)              | Brigitte Yagüe · Španělsko (ESP)     | Chanatip Sonkham · Thajsko (THA)               | Lucija Zaninović · Chorvatsko (CRO) |
| 57 kg     | Jade Jonesová · Velká Británie (GBR) | Chou Jü-čuo · Čína (CHN)             | Marlène Harnois · Francie (FRA)                | Ceng Li-čcheng · Tchaj-wan (TPE)    |
| 67 kg     | Hwang Kjong-son · Jižní Korea (KOR)  | Nur Tatarová · Turecko (TUR)         | Paige McPherson · Spojené státy americké (USA) | Helena Frommová · Německo (GER)     |
| nad 67 kg | Milica Mandićová · Srbsko (SRB)      | Anne-Caroline Graffe · Francie (FRA) | Anastasia Baryšnikovová · Rusko (RUS)          | María Espinozová · Mexiko (MEX)     |

## Přehled medailí
| Pořadí | Země                   | Zlato | Stříbro | Bronz | Celkově |
| ------ | ---------------------- | ----- | ------- | ----- | ------- |
| 1.     | Španělsko              | 1     | 2       | 0     | 3       |
| 2.     | Čína                   | 1     | 1       | 1     | 3       |
| 3.     | Jižní Korea            | 1     | 1       | 0     | 2       |
| 3.     | Turecko                | 1     | 1       | 0     | 2       |
| 5.     | Velká Británie         | 1     | 0       | 1     | 2       |
| 5.     | Itálie                 | 1     | 0       | 1     | 2       |
| 7.     | Argentina              | 1     | 0       | 0     | 1       |
| 7.     | Srbsko                 | 1     | 0       | 0     | 1       |
| 9      | Francie                | 0     | 1       | 1     | 2       |
| 10.    | Gabon                  | 0     | 1       | 0     | 1       |
| 10.    | Írán                   | 0     | 1       | 0     | 1       |
| 12.    | Rusko                  | 0     | 0       | 2     | 2       |
| 12.    | Spojené státy americké | 0     | 0       | 2     | 2       |
| 14.    | Afghánistán            | 0     | 0       | 1     | 1       |
| 14.    | Kolumbie               | 0     | 0       | 1     | 1       |
| 14.    | Chorvatsko             | 0     | 0       | 1     | 1       |
| 14.    | Kuba                   | 0     | 0       | 1     | 1       |
| 14.    | Německo                | 0     | 0       | 1     | 1       |
| 14.    | Mexiko                 | 0     | 0       | 1     | 1       |
| 14.    | Tchaj-wan              | 0     | 0       | 1     | 1       |
| 14.    | Thajsko                | 0     | 0       | 1     | 1       |
| Celkem | Celkem                 | 8     | 8       | 8     | 24      |